# Léon de Witte de Haelen
Léon Alphonse Ernest Bruno baron de Witte de Haelen (Elsene, 12 januari 1857 – Meer, 15 juli 1933) was een officier in het Belgische leger. Hij had het commando over de Belgische troepen bij de Slag bij Halen tijdens de Eerste Wereldoorlog.

## Levensloop
Léon De Witte werd geboren als zoon van Louis de Witte (1823-1899), luitenant-generaal bij de genie, de eerste van deze familie die in de erfelijke Belgische adel werd opgenomen. Zijn moeder was Elisabeth barones Du Jardin (1828-1919), dochter van baron Aldephonse Du Jardin. 
Hij trouwde in 1888 met Berthe Lysen (1863-1917) met wie hij elf kinderen kreeg, onder wie:
- Marthe de Witte (1890-1958), die trouwde met vrederechter Ernest de Halleux (1878-1962)
- Claire de Witte (1897-1969), die kloosterzuster werd onder de naam zuster Marie-Claire.
- Louise de Witte (1899-1971), die trouwde met Joseph Scheppers de Bergstein (1894 - Buchenwald, 1944).
- Jacques de Witte de Haelen (1900-1960), kapitein bij de cavalerie, die trouwde met Marguerite Fraters (1902-1989). Met afstammelingen tot heden. Hij werd baron, in opvolging van zijn vader.
- Louis de Witte (1904-1977), doctor in de godgeleerdheid, kanunnik, professor aan het Grootseminarie van Mechelen, officiaal van het bisdom Mechelen-Brussel, pastoor van de Finistèrekerk in Brussel. Hij vertegenwoordigde de Belgische bisschoppen in de Commissie van de Heilige Stoel bij de Wereldexpo van 1958 in Brussel.
- Michel de Witte de Haelen (1907-1993), benedictijn in de Sint-Andriesabdij (Brugge), historicus, lid van de Academia portuguese de historia. Verkreeg de titel baron in 1930 (voor zijn intrede als monnik), vanaf 1977 overdraagbaar op zijn neef Bruno.

### Militaire carrière
In 1874 trok Léon naar de Koninklijke Militaire School en studeerde af als onderluitenant in 1878.  Hij vroeg in 1880 een mutatie aan naar de cavalerie en werd naar de 2e jagers te paard gestuurd. Hij behaalde zijn stafbrevet in 1887 en werd van 1906 tot 1910 commandant van het 1ste Regiment Gidsen waarna hij de 2de Cavaleriebrigade aanvoerde tot 1913. Bij de grote legerhervorming van 1913 werd hij, tot in 1915, bevelhebber van de nieuwe cavaleriedivisie. 
Op 6 augustus 1914 werd hij bevorderd tot luitenant-generaal en op 12 augustus 1914 won de (versterkte) cavaleriedivisie onder zijn commando de Slag bij Halen, ook wel genoemd de Slag der Zilveren Helmen. Na deze veldslag werd hij bevelhebber van het cavaleriekorps in 1915 en commandant van de 2de Cavaleriedivisie van 1915 tot 1918. 
Van 1915 tot 1918 was hij ook inspecteur-generaal van de cavalerie.

### Na zijn militaire carrière

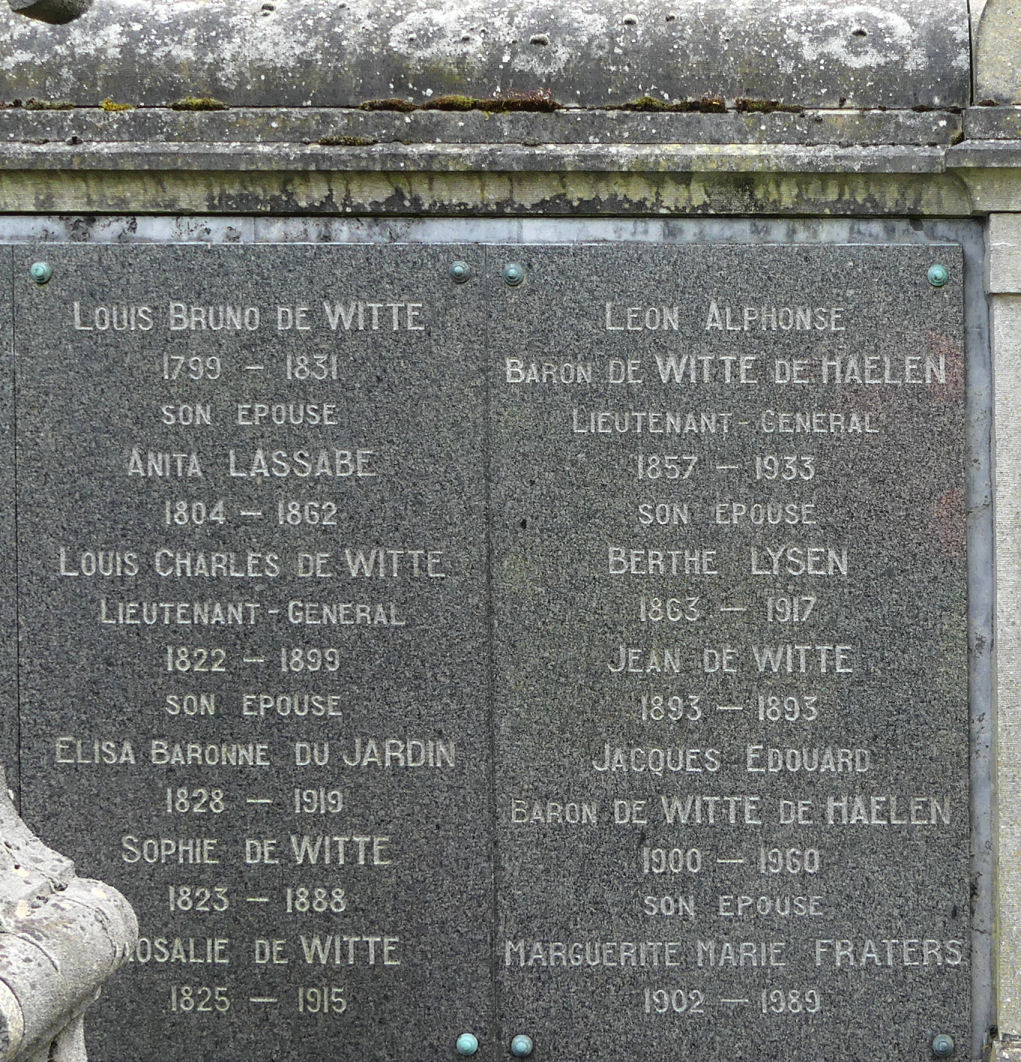
grafzerk - Laken.

Na zijn pensionering speelde hij nog een rol door publicaties en voorzitterschappen van vaderlandslievende verenigingen. Hij verbleef meestal in zijn buitenverblijf 'Landhuis de Zwaelmen' in Meer waar hij stierf op 15 juli 1933.
Koning Albert I en prins Leopold waren aanwezig bij zijn uitvaart. Hij werd bijgezet in de familie grafkelder in Laken.

## Eretekens
- In 1921 verkreeg hij de adellijke titel van baron, overdraagbaar bij eerstgeboorte. In 1928 verkreeg hij toestemming voor hemzelf en voor zijn zonen Jacques en Michel zijn geslachtsnaam te wijzigen in de Witte de Haelen, als verwijzing naar de slag waarbij hij het commando voerde.
- In 1934 werd een van de cavaleriekazernes aan de Generaal Jacqueslaan in Etterbeek naar hem vernoemd.[2]

### Onderscheidingen
Hij kreeg verschillende eretekens in binnen- en buitenland waaronder:
- Grootlint Leopoldsorde met palm (België)
- Grootofficier Kroonorde met palm (België)
- Oorlogskruis (België) 1914-1918 met palmen (België)
- Militair Kruis eerste klasse (België)
- Grootkruis Orde van Sint-Anna met zwaarden (Rusland)
- Orde van het Zwaard (Zweden)
- Orde van de Gestreepte Tijger (China)
- Grootofficier in de Orde van het Bad (Verenigd Koninkrijk)
- Commandeur in de Orde van Sint-Mauritius en Sint-Lazarus (Italië)
- Orde van de Dubbele Draak (China)
- Commandeur Orde van de Leeuw en de Zon (Perzië)
- Commandeur van het Legioen van Eer (Frankrijk)
- Oorlogskruis (Frankrijk) 1914-1918 met palm (Frankrijk)
- Medaille voor het Zilveren Jubileum van George V (Verenigd Koninkrijk)